# Новакович, Марко
Ма́рко Нова́кович (серб. Марко Новаковић / Marko Novaković; 4 января 1989, Сента) — сербский гребец-байдарочник, выступает за сборную Сербии начиная с 2011 года. Участник двух летних Олимпийских игр, чемпион мира, двукратный чемпион Европы, чемпион первых Европейских игр в Баку, многократный победитель и призёр регат национального значения.

## Биография
Марко Новакович родился 4 января 1989 года в городе Сента Северно-Банатского округа, Югославия.
Впервые заявил о себе в 2011 году, выиграв бронзовую медаль в одиночках на дистанции 200 метров на молодёжном чемпионате Европы в Загребе. Первого серьёзного успеха на взрослом международном уровне добился в сезоне 2012 года, когда попал в основной состав сербской национальной сборной и в одиночной двухсотметровой дисциплине одержал победу на взрослом чемпионате Европы в том же Загребе.
Будучи одним из лидеров гребной команды Сербии, благополучно прошёл отбор на летние Олимпийские игры в Лондоне. В зачёте одиночных байдарок на двухстах метрах со второго места квалифицировался на предварительном этапе, затем на стадии полуфиналов финишировал третьим, и наконец в финале «А» пришёл к финишу седьмым, уступив победившему британцу Эду Маккиверу почти секунду.
После лондонской Олимпиады Новакович остался в основном составе сербской национальной сборной и продолжил принимать участие в крупнейших международных регатах. Так, в 2014 году он побывал на чемпионате мира в Москве, откуда привёз награду золотого достоинства, выигранную в зачёте двухместных байдарок на двухсотметровой дистанции вместе с напарником Небойшей Груичем. В следующем сезоне в той же дисциплине получил серебро на чемпионате Европы в чешском Рачице, уступив на финише только немецкому экипажу Рональда Рауэ и Тома Либшера, в то время как на мировом первенстве в Милане выиграл бронзовую медаль, финишировав позади экипажей из Германии и Австралии. Также в этом сезоне в паре со своим неизменным партнёром Груичем одержал победу на первых Европейских играх в Баку. Ещё через в двойках на двухстах метрах стал лучшим на чемпионате Европы в Москве.
Благодаря череде удачных выступлений Марко Новакович удостоился права защищать честь страны на Олимпийских играх 2016 года в Рио-де-Жанейро. Они с Небойшей Груичем стартовали в своей коронной дисциплине байдарок-двоек на двухсотметровой дистанции — со второго места квалифицировались на предварительном этапе, затем на стадии полуфиналов заняли третье место и попали тем самым в главный финал «А». В решающем финальном заезде финишировали, тем не менее, лишь шестыми, отстав от победившего испанского экипажа Сауля Кравиотто и Кристиана Торо чуть более чем на полсекунды. Также Новакович выступал на Играх в одиночках на двухстах метрах, но тоже попасть в число призёров не смог — добрался только до утешительного финала «Б» и расположился в итоговом протоколе соревнований на тринадцатой строке.